# Elektrotechniek

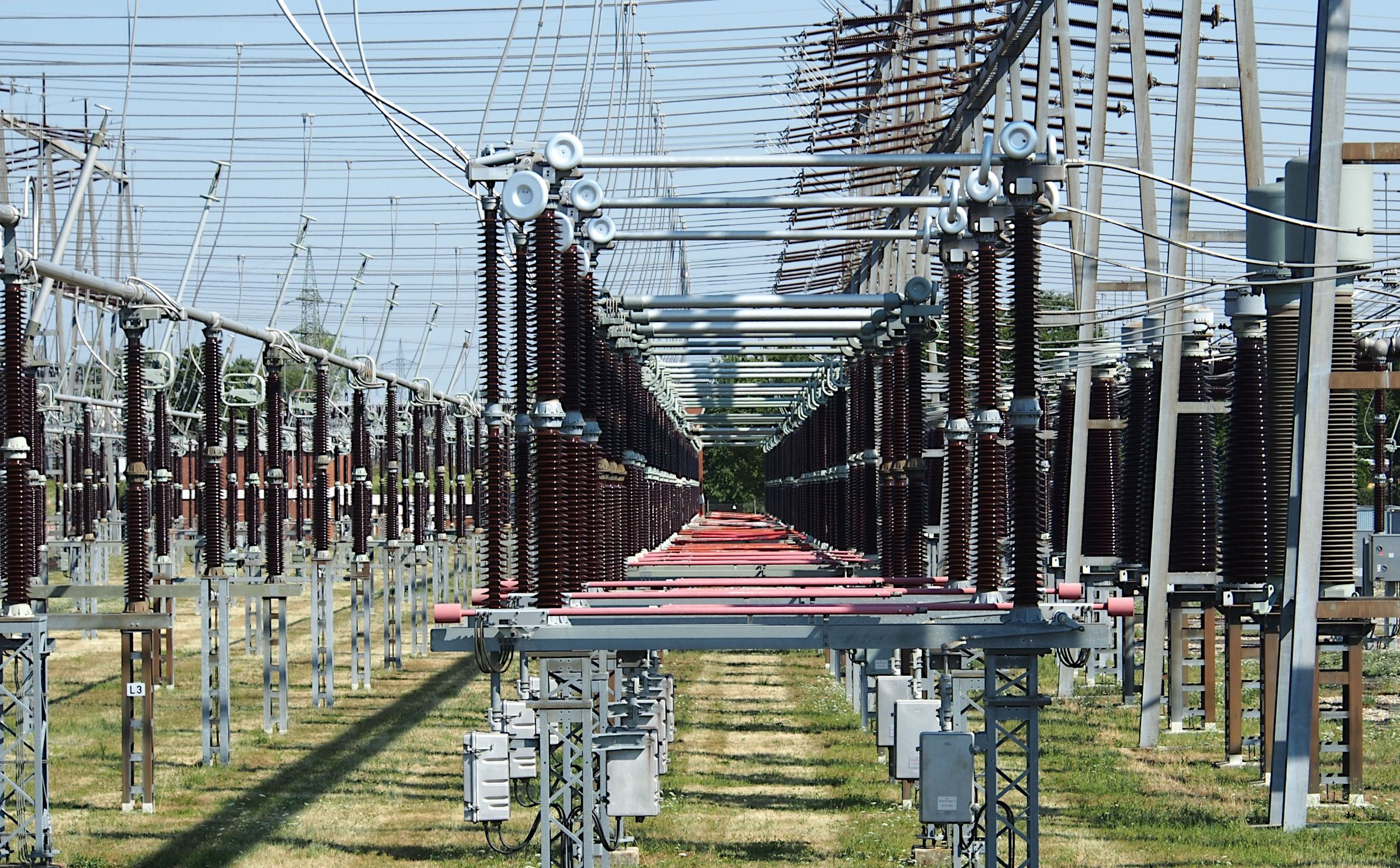
Een hoogspanningsstation, het werkterrein van de elektrotechnici

Elektricien aan de slag

Elektrotechniek (Engels: electrical engineering) is een technische discipline die zich bezighoudt met de studie en de toepassing van elektriciteit en elektromagnetische velden. Mensen die opgeleid zijn in de elektrotechniek heten elektrotechnicus, elektromonteur of elektricien. 
Elektrotechnici werken aan elektrotechnische installaties die voorzien in de behoefte van elektriciteit op diverse locaties.  
Elektrotechnische installaties zijn op meerdere plekken te vinden. Thuis van de meterkast naar televisie, lamp of koelkast. Maar ook in de utiliteit hier treft men naast de voorzieningen voor elektriciteit ook andere aangelegenheden aan. Zo treft men hier ook vaak telecom- of internetverbindingen aan. Ook bevinden er elektrotechnische installaties in de industrie. Deze onderscheiden zich van de rest omdat hier ook besturingstechniek en vermogensbeheer bij komt kijken.

## Elektronica
Het vakgebied elektronica is een vak op zich en houdt zich bezig met actieve en niet-lineaire componenten (transistoren, elektronenbuizen en andere halfgeleiders). In elektrische netwerken worden actieve componenten met weerstanden, condensatoren, spoelen, samengevoegd tot schakelingen. De voortschrijdende miniaturisatie in de vervaardiging van deze netwerken heeft uiteindelijk geleid tot complete systemen op een chip. Microprocessors zijn een van de resultaten van deze ontwikkeling. Dit deelgebied leidde ook tot het ontstaan van computertechniek, een gerelateerde discipline. Elektronica die gebruikmaakt van zowel elektronen (elektriciteit) als fotonen (licht) heet opto-elektronica. Waar in de elektronica doorgaans sprake is van geringe tot zeer kleine vermogens, spreekt men van vermogenselektronica zo gauw er stromen geschakeld worden in de grootte vanaf enkele ampères tot in kiloampères bij sperspanningen van kilovolts, dus voor vermogens in de megawatts (MW). Indien elektronica wordt toegepast in vliegtuigen wordt gesproken over avionica.
Binnen de elektronica komt veel van elektrotechniek terug. Zo worden er nog vaak schakelingen gedaan door middel van een relais of wordt het voltage gemeten door middel van een Shuntweerstand. 
Men zou dan ook kunnen stellen dat de elektronica de verfijning is van de elektrotechniek.

## Energietechniek
De energietechniek houdt zich niet alleen bezig met elektriciteitsopwekking en de elektrische distributienetwerken, maar ook met elektrische circuits en materialen (bijvoorbeeld isolatoren) die hoge spanningen en stromen kunnen weerstaan en schakelen. Omdat de opwekking vaak plaats vindt met mechanische apparaten (windmolens en turbines) is dit gebied eigenlijk een wisselwerking tussen werktuigbouwkunde, mechatronica en elektrotechniek.
Ook worden er veel schakelingen op afstand bediend door middel van besturingstechniek. In Nederland wordt het distributie netwerk beheerd door TenneT, in België door Elia. Zij werken nauw samen met diverse bekende bedrijven zoals ABB en Siemens die onder andere schakelaars maken voor het schakelen van hoge vermogens.

## Meettechniek
De meettechniek bestudeert het meten met behulp van elektrotechniek. Metingen aan een elektrisch circuit veranderen automatisch de elektrische spanningen en stromen binnen dat circuit. Het doel is om de invloed van de meetinstrumenten te minimaliseren of zelfs te compenseren. Dit vakgebied omvat ook sensoren die gebruikmaken van de elektrische of elektromechanische eigenschappen van een materiaal. Voorbeelden zijn het piëzo-elektrisch effect voor het meten van druk en temperatuurafhankelijke weerstanden voor het meten van de temperatuur of een shuntweerstand voor het meten van vermogen.
Ook wordt de meettechniek gebruikt voor diverse mechanische toepassingen. Zo wordt er in de scheepvaart vermogensmetingen gedaan aan een motor om zo slijtage van de lagers te meten. Dit gebeurt vaak in combinatie met een trilling- of geluidsmeting.

## Meet- en regeltechniek
De meet- en regeltechniek is een specifieke tak van de elektrotechniek, met raakvlakken in de pneumatiek, hydrauliek en procestechniek. Bij  procestechniek houdt men zich bezig met het meten en regelen van bijvoorbeeld grootheden in industriële processen. Voorbeelden van geregelde industriële grootheden zijn: niveau, temperatuur, pH, debiet (ook wel flow genoemd) en druk. In zijn eenvoudigste vorm gebeurt het regelen door een regelaar die een ingestelde waarde (setpoint) vergelijkt met een in een proces gemeten waarde en vervolgens een corrigerende waarde uitstuurt naar het corrigerend orgaan (bijvoorbeeld een regelklep). Regelaars kunnen elektronisch, pneumatisch, mechanisch en hydraulisch zijn uitgevoerd. In moderne gecomputeriseerde meet- en regelsystemen kunnen regelaars in software zijn uitgevoerd. Een vergevorderde afgeleide van de meet- en regeltechniek wordt ook wel procesautomatisering genoemd.
Ook wordt meet en regeltechniek vaak toegepast in de productie van goederen. Zo zijn er vaak sensoren die detecteren wanneer iets van een lopende band raakt of waar iets zich bevindt op de lopende band. Zo is het mogelijk om een apparaat pas aan te laten gaan wanneer iets een bepaalde positie of waarde heeft bereikt. Hiervoor wordt vaak een "if this than that" protocol voor gebruikt. Deze ziet men ook vaak terug in domotica.

## Elektromechanica
Elektromechanica is het vakgebied waar met behulp van elektromagnetische velden beweging wordt veroorzaakt, of andersom. Denk hierbij aan elektromotoren, relais, dynamo's en elektromagneten. Het is ook de naam van een studierichting in het secundair en hoger onderwijs, die zowel de beginselen van mechanica als van elektriciteit/elektronica bijbrengt, zowel theoretisch als praktisch, aangevuld met technisch tekenen.

## Telecommunicatietechniek
De telecommunicatietechniek gebruikt voor het overbrengen van informatie van de ene plek naar een andere verbindingen zoals een coaxkabel, glasvezelkabel of de radiosignalen. Deze kanalen kunnen nauwkeurig gemodelleerd worden door de vergelijkingen van Maxwell voor het gedrag van elektromagnetische velden.
Enkele andere voorbeelden van hoe we elektromagnetische velden gebruiken in ons dagelijkse leven: het antenne-ontwerp van mobiele telefoons. Andere technologie die mogelijk is door elektromagnetische velden is de microgolf oven of magnetron, en de MRI-scanner.
De hulpmiddelen en theorieën die een elektrotechnisch ingenieur kan raadplegen zijn onder meer: wis- en natuurkunde in het algemeen, en elektromagnetisme in het bijzonder, elektromechanica,  kwantummechanica, materiaalkunde, digitale signaalverwerking, regeltechniek en computertechniek.

## Beroepsverenigingen
- Het Nederlands Elektronica en Radio Genootschap (NERG) is een in Nederland gevestigde vereniging van ingenieurs die zich richten op elektronica en telecommunicatie.
- In Nederland kunnen elektrotechnisch ingenieurs lid worden van Koninklijk Instituut Van Ingenieurs KIVI.
- Het Institute of Electrical and Electronics Engineers (IEEE) en het Institution of Electrical Engineers (IEE) zijn internationale organisaties zonder winstoogmerk voor elektrotechnisch ingenieurs. De IEE is gevestigd in het Verenigd Koninkrijk, de IEEE in de Verenigde Staten. Zij publiceren internationale standaarden, tijdschriften en organiseren conferenties en workshops.
- De Federatie van de Elektriciteit en de Elektronica is de Belgische vereniging die bedrijven actief (onder meer) in de elektrohuishoudapparaten, toepassingen voor verlichting, test- en meetapparatuur, batterijen en technisch onderhoud samenbrengt.
- Uneto VNI: houdt zich bezig met diverse belangen voor de installateurs.
- NEN: Nederlands samenwerkingsverband dat zich richt op het opstellen van normen voor onder andere veilig werken en veiligheidseisen voor installaties.
- Scope: door verzekeringsmaatschappijen gecreëerde norm voor zaken als brandveiligheid. Veel van deze eisen en regelgeving stammen uit diverse NEN-normen samengevoegd in diverse Scopes.
- FNV Metaal: Vakbond voor Elektrotechnici en installateurs

## Opleidingen

### In Nederland
Aan verschillende mbo's en hbo's wordt de opleiding elektrotechniek gegeven. Aan de universiteiten: Technische Universiteit Delft, Universiteit Twente en Technische Universiteit Eindhoven wordt een universitaire opleiding elektrotechniek/electrical engineering gegeven. 

### In Vlaanderen
In Vlaanderen bieden de Vrije Universiteit Brussel (VUB), de Katholieke Universiteit Leuven en de Universiteit Gent (UGent) een opleiding tot burgerlijk ingenieur in de elektrotechniek aan. Daarnaast kan men aan deze universiteiten, evenals aan de Universiteit Hasselt (UHasselt) en de Universiteit Antwerpen (UAntwerpen), een opleiding tot industrieel ingenieur volgen met specialisaties in elektronica-ICT en elektromechanica. Verder bieden de meeste Vlaamse hogescholen professionele bacheloropleidingen in de elektrotechniek aan.